# グッド・ライフ
『グッド・ライフ』（The Good Life または Good Life ）は、カニエ・ウェストのアルバム『グラデュエーション』からの3枚目のシングル。同曲はグラミー賞を受賞した。マイケル・ジャクソンの『P.Y.T. (Pretty Young Thing)』をサンプリングし、客演としてT-PAINが参加している。この曲は2007年10月2日に正式に発表されたが、その時点で既にヒットチャートにランクインしていた。第50回グラミー賞においてBest Rap Song賞を受賞した。

## ミュージックビデオ
この曲のミュージックビデオは、2007年9月11日にMTV Jams内でJam of the Weekとしてプレミア放送された。このビデオでは、カニエとT-Painがアニメ化された背景の中で曲の歌詞を口にすると、その歌詞の大きな文字となって現れるという特徴がある。ビデオ経過2分15秒の時点と最後では、『ビリー・ジーン』のミュージックビデオでの格好をしたマイケル・ジャクソンが登場する。このミュージックビデオはJonas & Françoisをディレクターとして迎え、So Meによるアニメーションを使用している。このビデオで使用されているバージョンの曲はアルバムに収録されているバージョンにはない23秒長いバージョンである。またビデオ内ではモデルのAngel Melakuが起用されている。
このビデオはVH1の『VSpot Top 20 Countdown』において最高4位、『Top 40 Videos of 2007』において40位にランクインした。カニエはHBOの人気番組にカメオ出演し、劇中ではグッドライフが流された。

## チャート
ビルボードではHot R&B/Hip-Hop Songsに2007年9月22日付けで初登場63位にランクインした。同チャートでは最高3位にランクインし、アルバム『グラデュエーション』から2曲目のトップテン入りシングルとなった。加えて、グラデュエーション発売後、同曲はすぐにiTunes Storeの売り上げトップ100曲の3位まで上昇した。2007年9月29日付けのチャートでは ダウンロードの多さにより、Hot 100内で初登場14位を記録し、その週の『Hot Shot Debut』となった。その後7位まで上昇しグラデュエーションから2曲目のHot100での連続トップテン入りシングルとなった。そして、T-Painにとって6曲目のトップテン入りシングルとなった。Canadian Hot 100では39位に初登場し、現在の時点で最高23位を記録している。『グッド・ライフ』はMuchMusic Countdownにおいても大きな反響を得ており、1位を記録した。UKでは2007年9月5日にリリースされたが、正式リリース前に33位を記録した。その後UKでは23位まで上昇した。
| チャート (2007)                       | 最高位 position |
| ------------------------------------- | --------------- |
| Brazilian Hot 100                     | 62              |
| Canadian Hot 100                      | 23              |
| U.S. ビルボード Hot 100               | 7               |
| U.S. ビルボード Hot R&B/Hip-Hop Songs | 3               |
| U.S. ビルボード Hot Rap Tracks        | 1               |
| U.S. ビルボード Pop 100               | 18              |
| Australian Singles Chart              | 21              |
| German Singles Chart                  | 78              |
| New Zealand Singles Chart             | 1               |
| UK Singles Chart                      | 23              |